# Купер, Лилиан Вайолет
Лилиан Вайолет Купер (11 августа 1861 — 18 августа 1947, Брисбен) — уроженка Великобритании, практикующий врач в Квинсленде, Австралия. Она была первой женщиной-врачом, зарегистрированной в Квинсленде.

## Биография и образование
Лилиан Купер родилась 11 августа 1861 года в Клапеме (Южный Лондон) в семье Генри Фоллоуфилда Купера, капитана Королевской морской пехоты, и его жены Элизабет. В 1886 году она решила изучать медицину в Лондонской медицинской школе для женщин. После окончания курса в октябре 1890 года она получила квалификацию врача в Королевском колледже врачей в Эдинбурге, при этом Лилиан училась в Королевском колледже хирургов в Эдинбурге и на факультете врачей и хирургов в Глазго.

## Карьера
Завершив свое образование в Лондонской школе медицины для женщин, доктор Купер прибыла в Брисбен вместе с мисс Бедфорд в 1891 году. В июне того же года Лилиан подала заявление на регистрацию в Медицинский совет Квинсленда, став первой женщиной-врачом, зарегистрированной в Квинсленде, и второй в Австралии. Доктор Купер начала свою профессиональную карьеру в Брисбене с доктором Бутом в Южном Брисбене. Однако после 6 месяцев работы с Бутом, который, как сообщается, большую часть времени был пьян, доктор Купер расторгла с ним свое соглашение и начала собственную практику. Её действия вызвали недовольство медицинского учреждения Брисбена (где были только мужчины), которое игнорировало её до 1893 года, когда она, наконец, была принята в члены Медицинского общества Квинсленда. Она начала свою собственную практику в особняках на Джордж-стрит в 1893 году, совершая визиты на дом, добираясь сначала на своей лошади, а затем, как известно, на своем любимом автомобиле. Доктор Купер работала в детской больнице, а также в женской Леди Ламингтон в Брисбене, прежде чем начать работать в больнице Mater Misericordiae в 1905 году.
Во время Первой мировой войны Купер добровольно работала в Шотландской женской больнице после того, как австралийская армия отказала ей, так как женщины-врачи были не востребованы. Она помогала людям на линии фронта во Франции и Сербии и возглавляла отделение скорой помощи, где все водители были женщинами (включая её близкую подругу Мэри Джозефин Бедфорд). Работая в палатках недалеко от линии фронта, Купер позже была награждена орденом Святого Саввы от сербского короля за заслуги в военное время.
С началом Первой мировой войны доктор Купер и Мэри Джозефин Бедфорд вернулись в Брисбен в 1918 году и стали проживать в Кенгуру-Пойнт. Мисс Бедфорд стала основательницей Ассоциации яслей и детских садов (C&K), а в 1920 году была избрана в Национальный совет женщин. Её спутница, доктор Купер, стала стипендиатом Королевского Австралазийского колледжа хирургов в 1928 году и основателем Женского медицинского общества Квинсленда. Доктор Купер вышла на пенсию в 1941 году.

## Память
Купер умерла в Брисбене 22 августа 1991 года и похоронена рядом со своей спутницей Мэри Джозефин Бедфорд на кладбище Тувонг, Брисбен, Квинсленд, Австралия.
Избирательный округ Купер, созданный в 2012 году в результате перераспределения избирательных прав штата Квинсленд, и медицинский центр Лилиан Купер в Спринг-Хилле, оба названы в честь Лилиан Купер.
В 2020 году Государственная библиотека Квинсленда выпустила эпизод о Лилиан Купер и её жизненных достижениях для серии подкастов «Опасные женщины».